# Leo Delcroix
Pour les articles homonymes, voir Delcroix.
Leo Delcroix, né le 21 novembre 1949 à Kalmthout et mort le 2 novembre 2022,, est un homme politique belge flamand, membre du CD&V.

## Biographie
Licencié en philologie classique et en droit des universités d'Anvers et Louvain, Leo Delcroix étudiera également l'économie au Centre universitaire du Limbourg. Il adhère au CVP en 1984. Il est coopté sénateur en 1991 et sénateur de communauté de 1995 à 1999.
Leo Delcroix devient ministre de la Défense du 29 septembre 1991 au 7 mars 1992 sous le Gouvernement Dehaene I.
On lui doit :
- la suspension du service militaire obligatoire[3]
- la réduction des troupes
- la mise en place de l'Eurocorps avec la France et l'Allemagne
- la mise en œuvre des troupes au sein des forces de maintien de la paix.

### Famille
Leo Delcroix est également le neveu du cycliste Ludo Delcroix, le père de Nathalie Delcroix, chanteuse du groupe Laïs.

### Affaires
En 1992, alors qu’il est ministre de la Défense, Leo Delcroix démissionne de son poste de ministre de la Défense nationale après la révélation par le magazine Humo de l'existence d'une villa à Bormes-les-Mimosas dans le sud de la France, villa dans laquelle des employés de la Poste ont travaillé sans être déclarés.
Son nom apparaît aussi dans le scandale du Smeerpijp (nl), un scandale politico-économique de financement occulte du CVP à travers l'attribution d'un marché de construction le long du canal Albert d'un égout coûteux qui n'a jamais servi. Patrick Vercauteren, un proche de Didier Reynders, a été nommé pour succéder à Leo Delcroix.
En 2013, Leo Delcroix a de nouveau été discrédité sur son rôle de leader du pavillon belge lors de l'exposition universelle de Shanghai en 2010. Il a été interrogé à ce sujet en 2012 par la Cour des comptes. La Cour des comptes a déclaré que « tant de règles ont été violées qu'il était tout simplement impossible de contrôler les finances ». Malgré cette déclaration, il a été nommé deux mois plus tard par le gouvernement en tant que commissaire général pour l'Exposition universelle 2015 à Milan.

## Distinctions
- Citoyen d'honneur de Liège (2012)[11]